# Joan Blaeu

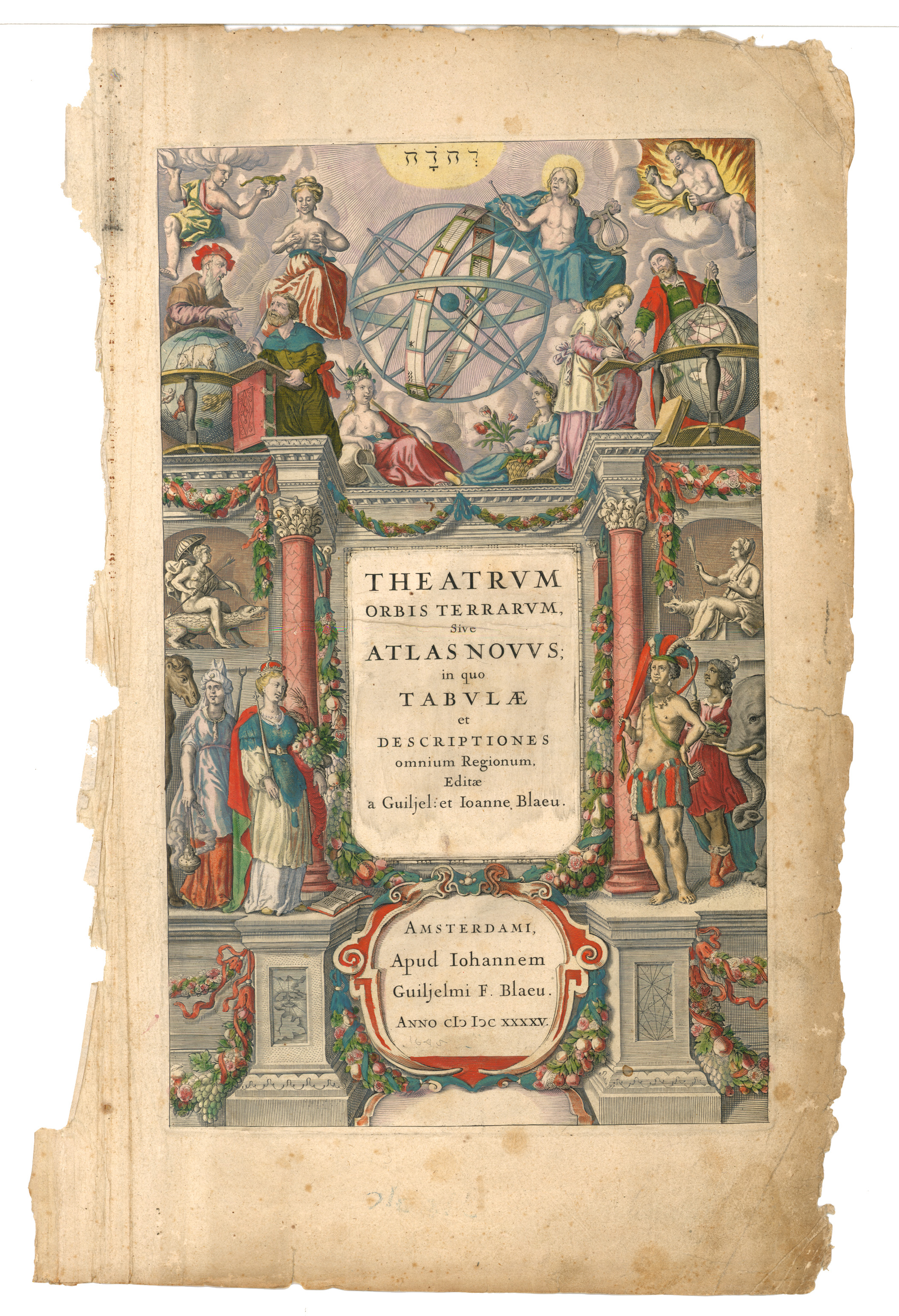
Titulní strana Atlasu Novus

Joan (Jan) Blaeu (23. září 1596 Alkmaar – 28. května 1673 Amsterdam) byl nizozemský kartograf.
Narodil se v severoholandském městě Alkmaar jako syn kartografa Willema Blaeua. 

V roce 1620 se stal doktorem práv, ale připojil se ke svému otci a pracoval s ním jako kartograf. Roku 1635 společně vydali dvousvazkový Nový atlas latinsky Atlas Novus (plný titul: Theatrum orbis terrarum, sive, Atlas novus). Po otcově smrti v roce 1638 převzal Joan spolu se svým bratrem Corneliem jeho dílnu a společně pokračovali v otcově díle. Joan se stal oficiálním kartografem Nizozemské Východoindické společnosti.
Kolem roku 1649 vydal Joan Blaeu mapový soubor holandských měst nazvaný Tooneel der Steeden (Pohledy na města). V roce 1651 byl zvolen do amsterdamské městské rady. Roku 1654 publikoval ve spolupráci se skotským topografem Timothym Pontem první atlas Skotska. V roce 1662 znovuvydal Nový atlas, tentokrát v 11 dílech, přičemž jeden díl byl věnován oceánům. Atlas vešel ve známost jako Atlas Maior (Velký atlas).
Oba bratři plánovali vydat také kosmologický atlas, ale jejich plány zhatil požár, který roku 1672 zcela zničil jejich dílnu. Následujícího roku Joan Blaeu v Amsterdamu zemřel.